# Grand Lisboa
Grand Lisboa (з порт. — «Великий Лісабон») — 52-поверховий хмарочос заввишки 261 м, найвища будівля китайського міста Макао. Будівля побудована архітекторами Деннісом Лау і Сун Меном. У будинку розташовуються знамениті у місті готель та казино.
Grand Lisboa створений в образі гігантської квітки, що стоїть на постаменті. Будівля розташована в мальовничому місці центру Макао і робить місто ще більш елегантним.
Готель «Grand Lisboa», з його 15 ресторанами і цілодобовими розвагами, заслужив репутацію одного з найкращих готелів-казино Азії. Готель було відкрито в грудні 2008 року. Цікаво, але казино і ресторани в готелі Grand Lisboa відкрилися ще раніше, ніж сам готель — в лютому 2007-го.
Але все разом і казино, і готель — вражають своїми розмірами. У казино 268 ігрових столів і 786 ігрових автоматів. А в готелі — 430 номерів. Казино Grand Lisboa стало першим в Макао, у якому почали грати в техаський холдем, найпопулярніший різновид покеру. А ще в казино готелю розташовується найбільший покер-рум Азії. Між іншим, і в крепс (різновид гри в кістки) вперше в місті запропонували грати в Grand Lisboa. У казино «Grand Lisboa» в постійній експозиції знаходиться «Зірка Стенлі Хо» — один з найбільших алмазів світу (218.08 каратів).

## Галерея

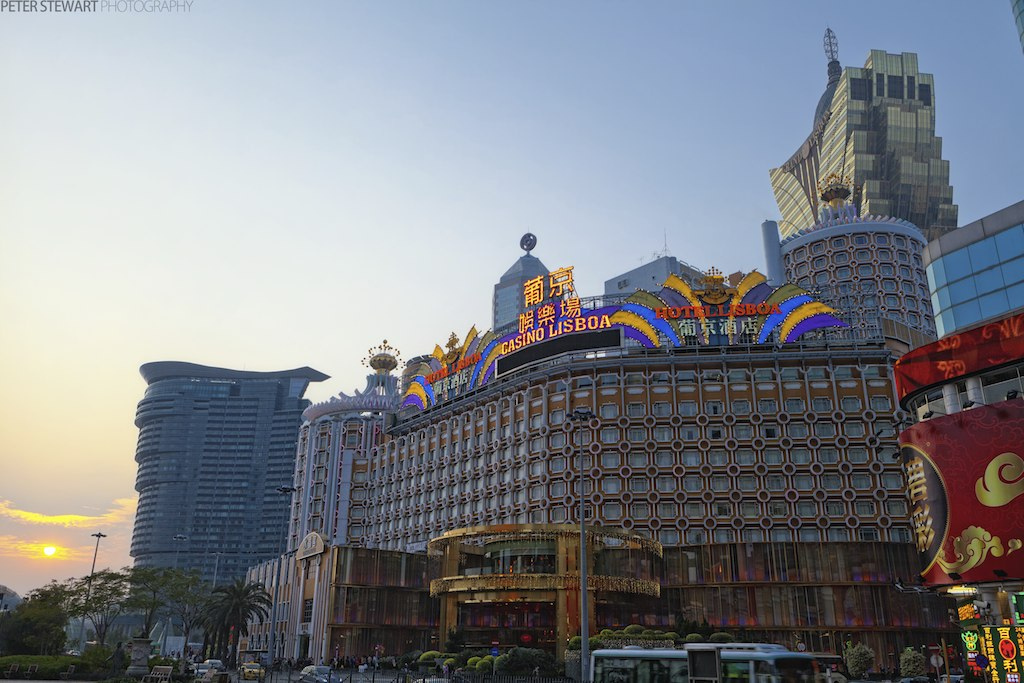
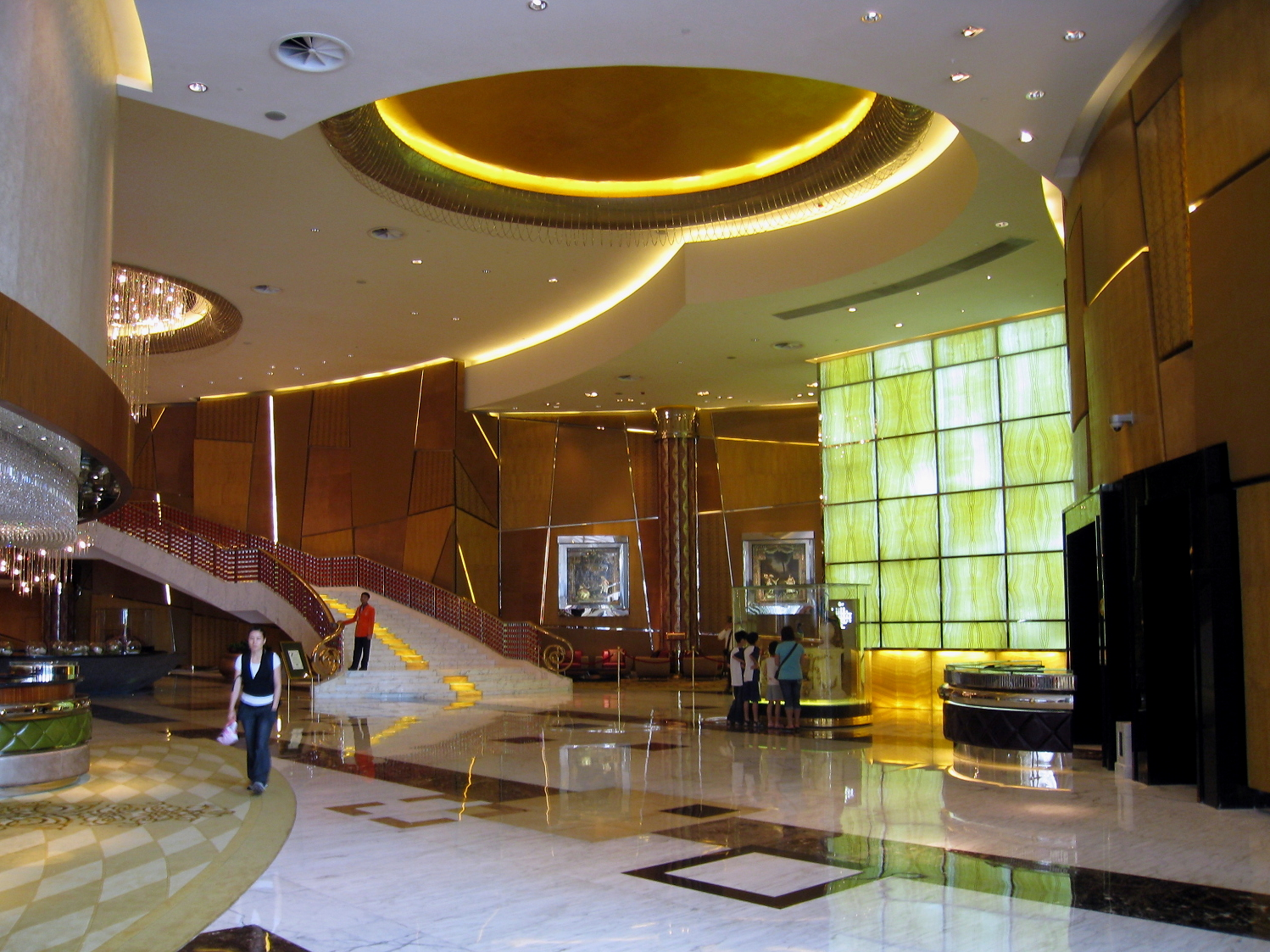
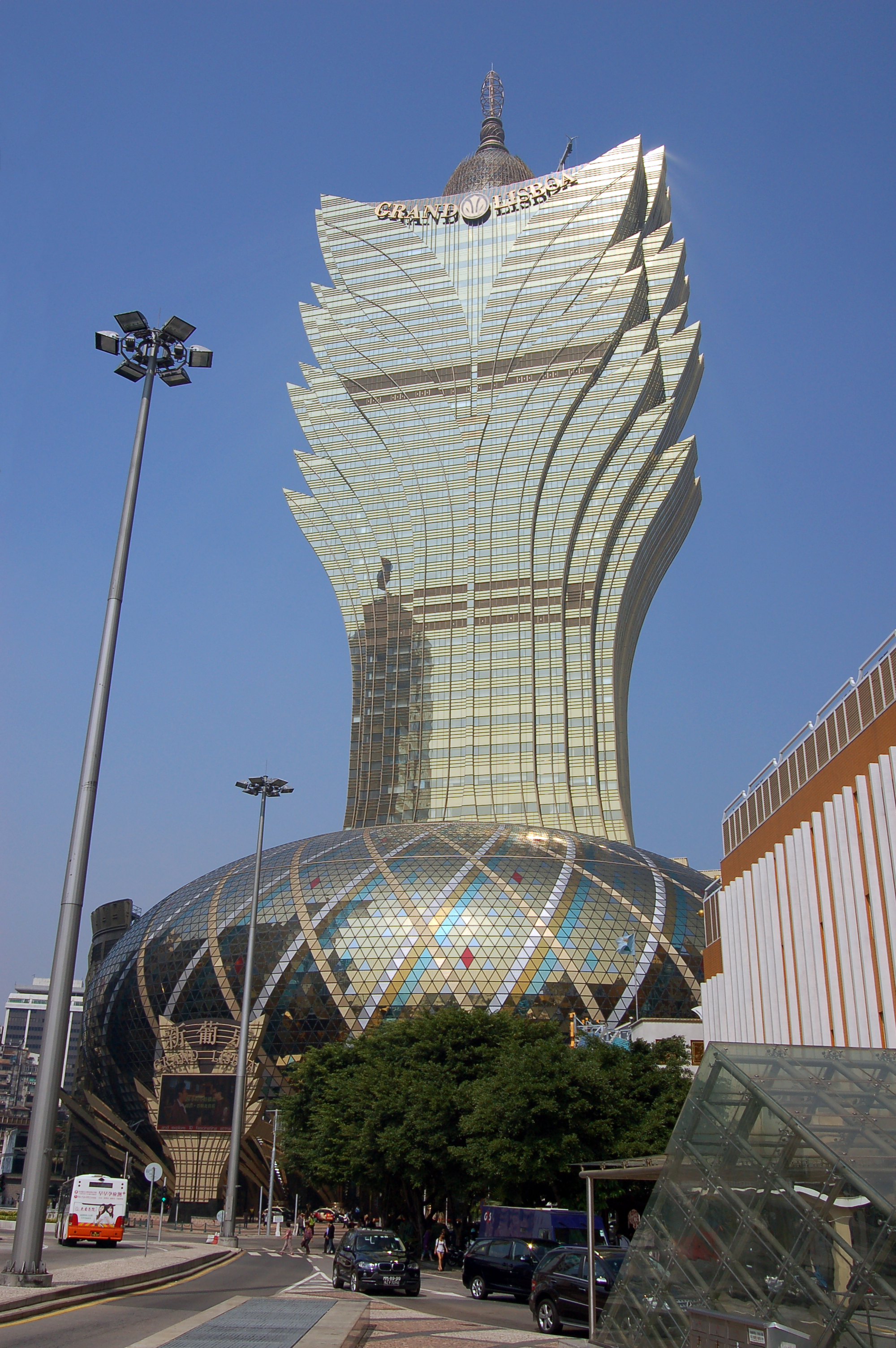
хмарочос, готель та казино на півострові Макао
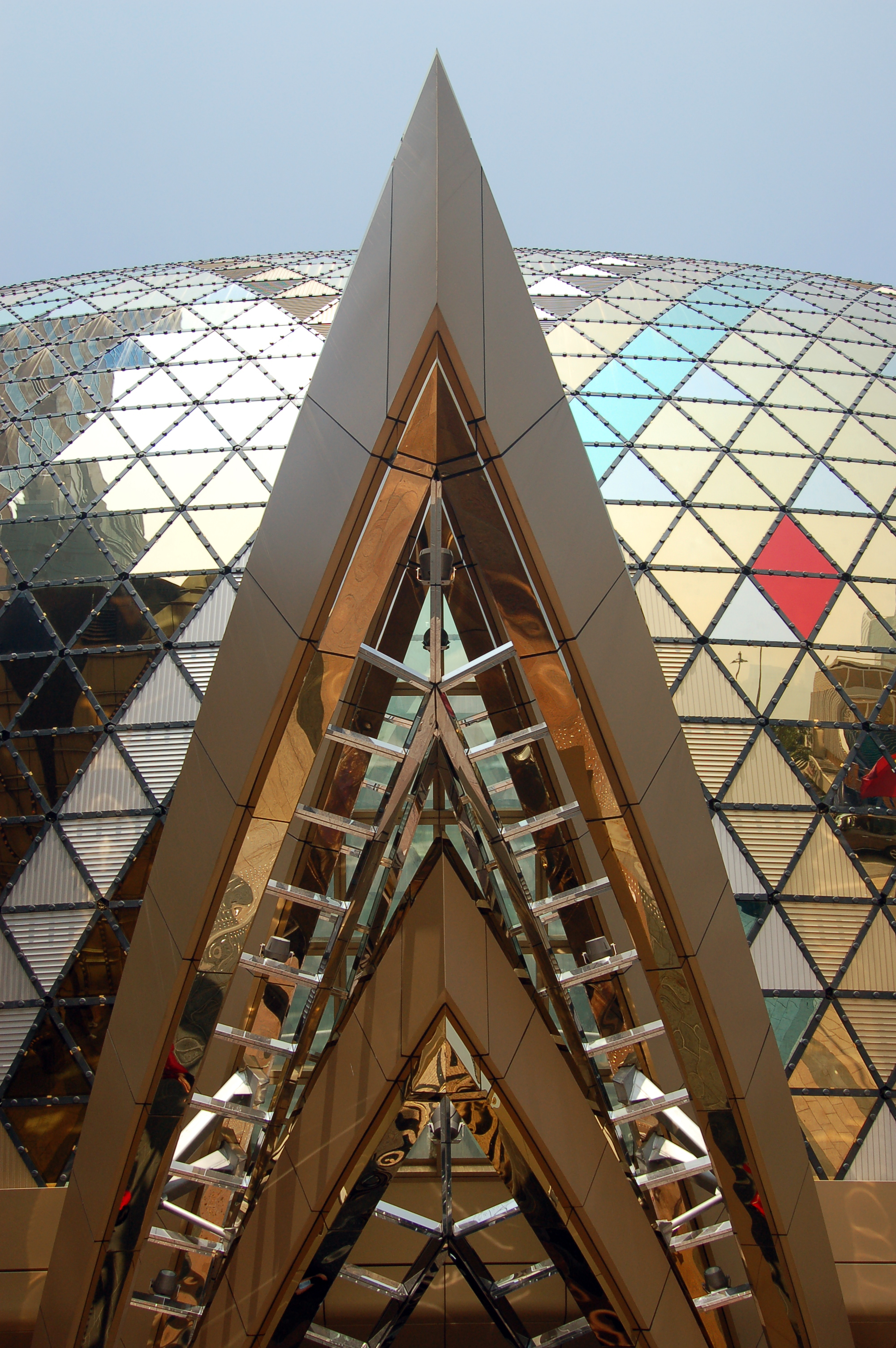
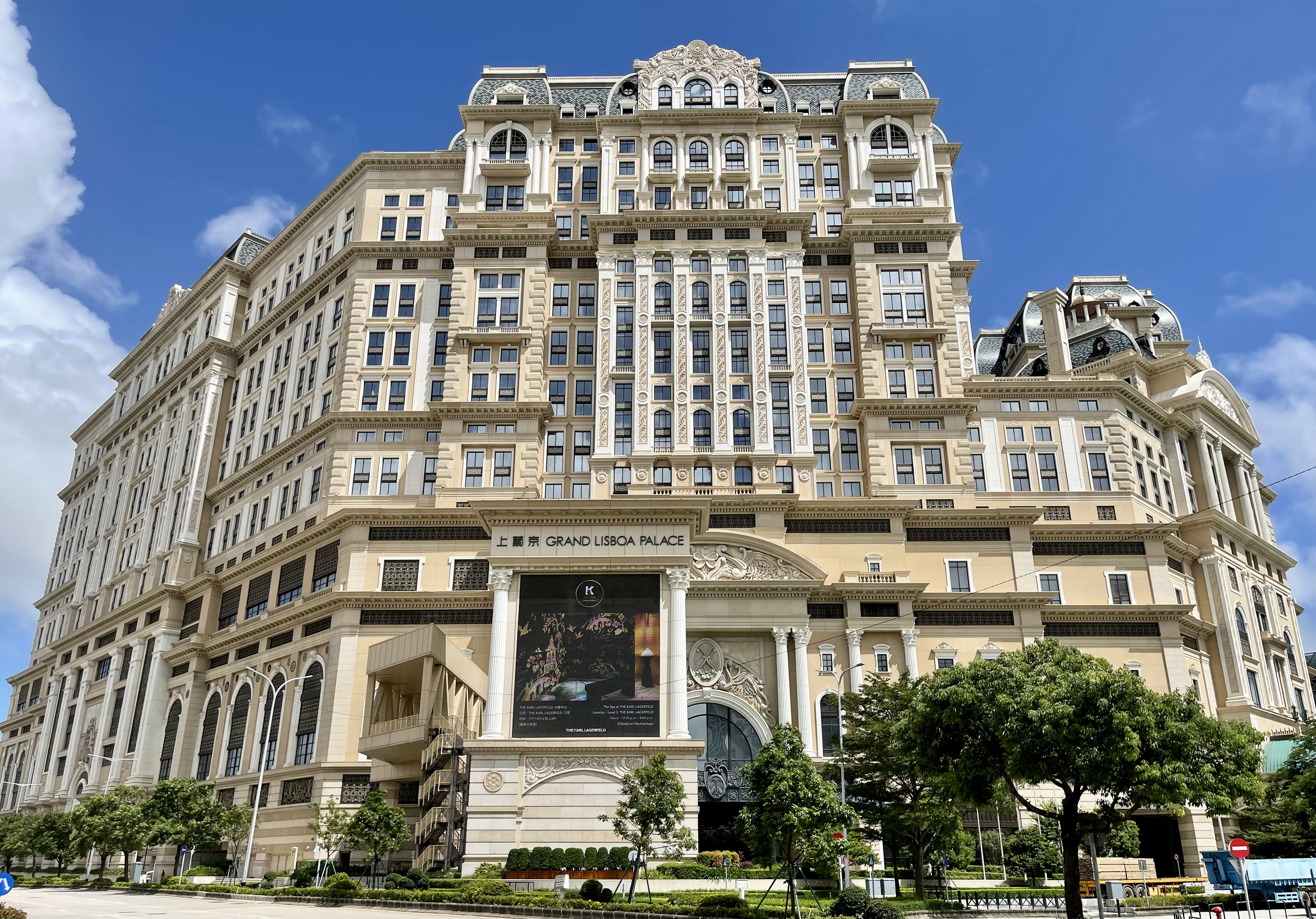
готель Grand Lisboa Palace у районі Котай[en] на острові